# Gonzalo Plata
Artikeln följer den spanska namnseden; faderns efternamn är Plata och moderns efternamn Jiménez.
Gonzalo Jordy Plata Jiménez, född 1 november 2000, är en ecuadoriansk fotbollsspelare som spelar för brasilianska sidan CR Flamengo . Han spelar även för Ecuadors landslag.

## Klubbkarriär
Den 31 augusti 2021 lånades Plata ut av Sporting Lissabon till spanska Segunda División-klubben Real Valladolid på ett säsongslån. Den 11 juli 2022 blev han klar för en permanent övergång till Real Valladolid och skrev på ett femårskontrakt med klubben.

## Landslagskarriär
Plata debuterade för Ecuadors landslag den 5 september 2019 i en 1–0-vinst över Peru. Han var en del av Ecuadors trupp vid Copa América 2021. I november 2022 blev Plata uttagen i Ecuadors trupp till VM 2022.

## Meriter
Sporting Lissabon
- Portugisisk mästare: 2021[6]
- Portugisisk ligacupvinnare: 2021[7]
- Portugisisk supercupvinnare: 2021[8]

 Ecuador U20
- Sydamerikansk U20-mästare: 2019
- Brons i U20-VM 2019

Indidivuellt
- Bronsbollen i U20-VM 2019[9]